# لويس رومولو دي كاسترو
لويس رومولو دي كاسترو هو لاعب كرة قدم برازيلي، ولد في 9 ديسمبر 1987 في البرازيل. لعب مع نادي أكويلا ونادي الطليعة ونادي دبا الحصن.

## وصلات خارجية
- لويس رومولو دي كاسترو على موقع قاعدة بيانات كرة القدم.إي يو (الإنجليزية)
- لويس رومولو دي كاسترو على موقع Soccerway.com (الإنجليزية)